# أمين عقل
أمين عقل (1902-1970) هو مؤلف ومؤرخ فلسطيني، ولد في مدينة القدس، أنهى تعليمه الابتدائي والثانوي فيها، ثم درس في كلية الحقوق بمدينة القدس وزاول المحاماة في مدينة يافا طوال فترة الإستعمار البريطاني. وعمل مديرًا للدائرة السياسية في الأمانة العامة لجامعة الدول العربية.
توفي عام 1970 ودفن في القاهرة.

## أعماله
شارك عقل مع إبراهيم نجم وعمر عبد الكريم أبو النصر في تأليف كتاب بالعربية عن فترة الإستعمار البريطاني وبداية الثورة الكبرى عام 1936 وسُمِّي الكتاب بجهاد فلسطين العربية، كما كان أهم من دًون وثائق حكومة عموم فلسطين وأصدرها في مجلدين عن الجامعة العربية عام 1948، وحملا عنوان الوثائق الرئيسة في قضية فلسطين، حيث غطى في المجلد الأول بشمولية الوثائق المدونة فترة الإنتداب البريطاني والثاني يغطي أواخر أيام الإنتداب والعامين التاليين لحرب 1948، ويعرض بتدقيق تاريخي تسلسلي الزاويتين الدبلوماسية والسياسية لتطورات القضية، لجهة الحق التاريخي والجغرافي والقانوني الفلسطيني، ما يجعل المجلدين مرجعاً مهماً وتاريخياً للعالم